# Dolní Lochov
Dolní Lochov (en allemand : Sbiersch) est une commune du district de Jičín, dans la région de Hradec Králové, en République tchèque. Sa population s'élevait à 47 habitants en 2022.

## Géographie
Dolní Lochov se trouve à 6 km à l'ouest-nord-ouest de Jičín, à 47 km au nord-ouest de Hradec Králové et à 74 km à l’est-nord-est de Prague.
La commune est limitée par Holín au nord et à l'est, par Vinary au sud, et par Ostružno au sud, par Ohařice à l'ouest et par Samšina au nord-ouest.

## Histoire
La première mention écrite de la localité date de 1385.

## Patrimoine
Le monument naturel Svatá Anna est un monticule de basalte boisé. La colline est située à environ 5 km au nord-ouest de Jičín entre les villages d'Ostružno et Dolní Lochov. Au sommet, 358 m au-dessus du niveau de la mer, se trouve une chapelle baroque du même nom.

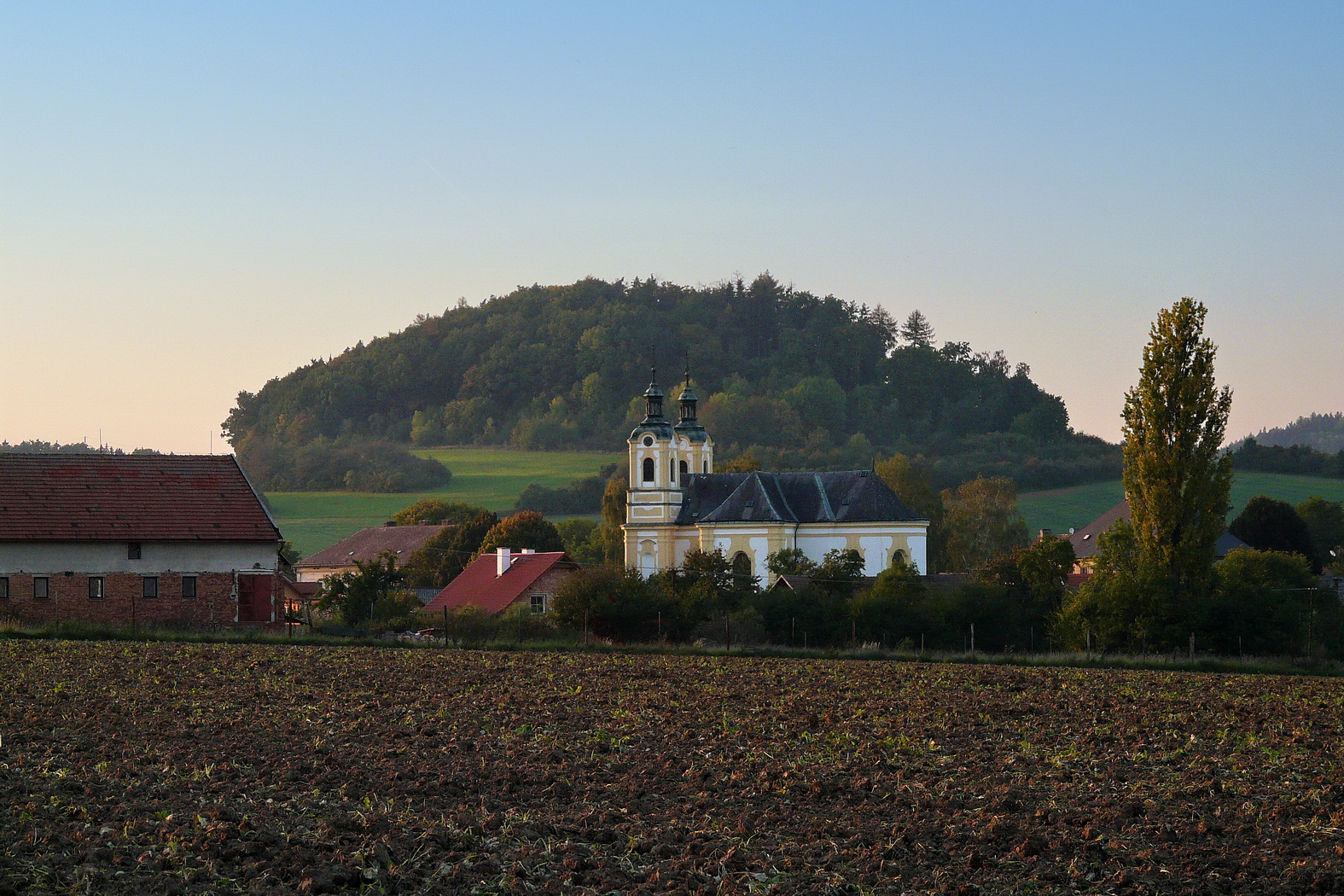
Ostružno et colline Svatá Anna.
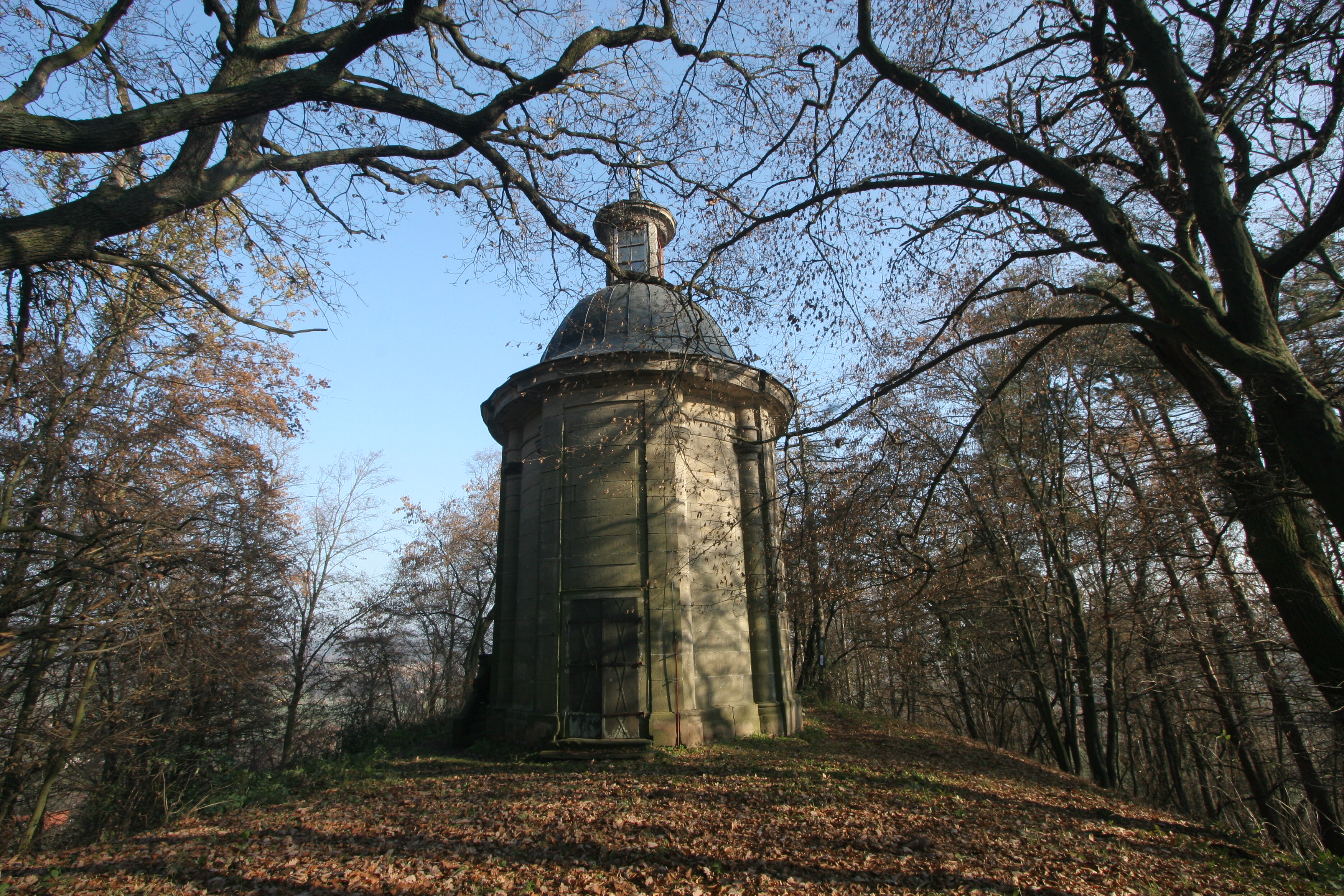
Chapelle Sainte-Anne.

## Transports
Par la route, Dolní Lochov se trouve à 6 km de Jičín, à 55 km de Hradec Králové et à 89 km de Prague. 